# Aedoeus thoracicus
Aedoeus thoracicus är en skalbaggsart som beskrevs av Leon Fairmaire 1902. Aedoeus thoracicus ingår i släktet Aedoeus och familjen långhorningar.
Artens utbredningsområde är Madagaskar. Inga underarter finns listade i Catalogue of Life.